# Alvorada do Sul
Alvorada do Sul es un municipio brasileño del estado del Paraná. Su población estimada en 2010 era de 10.283 habitantes.

## Historia
Situada en el extremo norte del Paraná, Alvorada del sur, es considerada la capital de la pesca...

## Religión
Predoninantemente católica y otros tipos de culto y religiones.